# معلقة الحارث بن حلزة اليشكري
معلقة الحارث بن حلزة اليشكري هي إحدى المعلقات. تحتوي هذه المعلقة على 82 بيتا طبقا لما ورد في كتاب شرح المعلقات السبع للزوزنى.

## الحارث بن حلزة اليشكري
الحارث بن حلزة هو الحارث بن حلزة بن بكر بن وائل بن أسد بن ربيعة بن نزار،شاعر عربي من شعراء نجد وهو من عظماء قبيلة بكر بن وائل، ولقب الحلزة أطلق على أبيه بسبب بخله.

## المعلقة

### التعريف بالمعلقة
أنشد معلقته على الملك عمرو بن هند ردا على عمرو بن كلثوم. وقيل أنه قد أعدّها وروّاها جماعة من قومه لينشدوها نيابة عنه لأنه كان برصا وكره أن ينشدها من وراء سبعة ستور ثم يغسل أثره بالماء، كما كان يفعل بسائر البرص ثم عدل عن رأيه وقام بإنشادها بين يدي الملك وبنفس الشروط السابقة. لما سمعها الملك وقد وقعت في نفسه موقعاً حسناً أمر برفع الستور وأدناه منه وأطعمه في جفنته ومنع أن يغسل أثره بالماء.
كان الباعث الأساسي لإنشاد المعلقة دفاع الشاعر عن قومه وتفنيد أقوال خصمه عمرو بن كلثوم. تقع المعلقة في خمس وثمانين بيتاً، نظمت بين عامي 554 و 569 م. شرحها الزوزني وطبعت في إكسفورد عام 1820 م ثم في بونا سنة 1827 م. ترجمت إلى اللاتينية والفرنسية.